# Steven Shields
Pour les articles homonymes, voir Shields.
Steven Charles Shields, dit « Steve Shields », (né le 19 juillet 1972 à Toronto, dans la province de l'Ontario au Canada) est un joueur professionnel de hockey sur glace ayant évolué à la position de gardien de but. 

## Biographie
Après avoir terminé sa première saison avec les Wolverines du Michigan, club universitaire de la division Central Collegiate Hockey Association du championnat de la NCAA, Steve Shields se voit être réclamé en cinquième ronde par les Sabres de Buffalo lors du repêchage de 1991 de la Ligue nationale de hockey. Il retourne néanmoins avec les Wolverines pour les trois saisons suivantes, étant nommé au cours de ces deux dernières dans la première équipe d'étoiles et étant nommé finaliste à l'obtention du trophée Hobey Baker remis au meilleur universitaire lors de sa dernière saison dans le circuit.
Devenu joueur professionnel en 1994-1995, il rejoint le club affilié aux Sabres dans la Ligue américaine de hockey, les Americans de Rochester et dispute également la moitié de cette saison avec les Stingrays de la Caroline du Sud de l'ECHL. Après avoir commencé la saison suivante avec les Americans, il fait ses débuts dans la LNH, prenant part à deux rencontres avec les Sabres.
Appelé à être l'auxiliaire de Dominik Hašek au cours des deux années suivantes, Shields obtient la possibilité en 1998-1999 d'avoir plus de temps de jeu lorsque les Sabres l'échangent aux Sharks de San José. Il reste avec les Sharks durant trois saisons, obtenant un sommet personnel en carrière lors de la saison 1999-2000 alors qu'il effectue 67 départs.
Échangé aux Mighty Ducks d'Anaheim à l'été 2001, il s'aligne avec ses derniers pour une saison avant de passer aux mains des Bruins de Boston puis, il rejoint pour la saison 2003-2004 les Panthers de la Floride. Inactif lors de la saison 2004-2005 en raison d'un lock-out qui sévit dans la LNH, Shields revient au jeu en 2005-2006, acceptant un contrat d'une saison avec les Thrashers d'Atlanta.
Il ne prend part qu'à cinq rencontres avec les Thrashers, disputant le reste de la saison avec leur club affilié, les Wolves de Chicago. Le gardien dispute par la suite une rencontre avec les Aeros de Houston avant de se retirer de la compétition. 

### Vie personnelles
Il est en couple avec l'actrice américaine Shiri Appleby.

## Statistiques
| Saison     | Équipe                          | Ligue      |     | Saison régulière | Saison régulière | Saison régulière | Saison régulière | Saison régulière | Saison régulière | Saison régulière | Saison régulière | Saison régulière | Saison régulière |    | Séries éliminatoires | Séries éliminatoires | Séries éliminatoires | Séries éliminatoires | Séries éliminatoires | Séries éliminatoires | Séries éliminatoires | Séries éliminatoires | Séries éliminatoires |
| Saison     | Équipe                          | Ligue      | PJ  | V                | D                | Pr/N             | Min              | BC               | Moy              | % Arr            | Bl               | Pun              | PJ               | V  | D                    | Min                  | BC                   | Moy                  | % Arr                | Bl                   | Pun                  |                      |                      |
| 1990-1991  | Wolverines du Michigan          | CCHA       | 37  | 26               | 6                | 3                |                  |                  | 3,24             | --               | 0                |                  |                  |    |                      |                      |                      |                      |                      |                      |                      |                      |                      |
| 1991-1992  | Wolverines du Michigan          | CCHA       | 37  | 27               | 7                | 2                |                  |                  | 2,84             | --               | 1                |                  |                  |    |                      |                      |                      |                      |                      |                      |                      |                      |                      |
| 1992-1993  | Wolverines du Michigan          | CCHA       | 39  | 30               | 6                | 2                |                  |                  | 2,22             | --               | 2                |                  |                  |    |                      |                      |                      |                      |                      |                      |                      |                      |                      |
| 1993-1994  | Wolverines du Michigan          | CCHA       | 36  | 28               | 6                | 1                |                  |                  | 2,66             | --               | 0                |                  |                  |    |                      |                      |                      |                      |                      |                      |                      |                      |                      |
| 1994-1995  | Americans de Rochester          | LAH        | 13  | 3                | 8                | 0                |                  |                  | 4,72             | 83               | 0                |                  | 1                | 0  | 0                    |                      |                      | 9                    | --                   | 0                    |                      |                      |                      |
| 1994-1995  | Stingrays de la Caroline du Sud | ECHL       | 21  | 11               | 5                | 2                |                  |                  | 2,69             | 91,2             | 2                |                  | 3                | 0  | 2                    |                      |                      | 4,58                 | --                   | 0                    |                      |                      |                      |
| 1995-1996  | Sabres de Buffalo               | LNH        | 2   | 1                | 0                | 0                |                  |                  | 3,19             | 87,5             | 0                |                  |                  |    |                      |                      |                      |                      |                      |                      |                      |                      |                      |
| 1995-1996  | Americans de Rochester          | LAH        | 43  | 20               | 17               | 2                |                  |                  | 3,56             | 89,1             | 1                |                  | 19               | 15 | 3                    |                      |                      | 2,5                  | --                   | 1                    |                      |                      |                      |
| 1996-1997  | Sabres de Buffalo               | LNH        | 13  | 3                | 8                | 2                |                  |                  | 2,96             | 91,3             | 0                |                  | 10               | 4  | 6                    |                      |                      | 2,74                 | 92,2                 | 1                    |                      |                      |                      |
| 1996-1997  | Americans de Rochester          | LAH        | 23  | 14               | 6                | 2                |                  |                  | 2,7              | 91,4             | 1                |                  |                  |    |                      |                      |                      |                      |                      |                      |                      |                      |                      |
| 1997-1998  | Sabres de Buffalo               | LNH        | 16  | 3                | 6                | 4                |                  |                  | 2,83             | 90,9             | 0                |                  |                  |    |                      |                      |                      |                      |                      |                      |                      |                      |                      |
| 1997-1998  | Americans de Rochester          | LAH        | 1   | 0                | 1                | 0                |                  |                  | 3,04             | 88,5             | 0                |                  |                  |    |                      |                      |                      |                      |                      |                      |                      |                      |                      |
| 1998-1999  | Sharks de San José              | LNH        | 37  | 15               | 11               | 8                |                  |                  | 2,22             | 92,1             | 4                |                  | 1                | 0  | 1                    |                      |                      | 6                    | 83,3                 | 0                    |                      |                      |                      |
| 1999-2000  | Sharks de San José              | LNH        | 67  | 27               | 30               | 8                |                  |                  | 2,56             | 91,1             | 4                |                  | 12               | 5  | 7                    |                      |                      | 3,1                  | 88,9                 | 0                    |                      |                      |                      |
| 2000-2001  | Sharks de San José              | LNH        | 21  | 6                | 8                | 5                |                  |                  | 2,48             | 91,1             | 2                |                  |                  |    |                      |                      |                      |                      |                      |                      |                      |                      |                      |
| 2001-2002  | Mighty Ducks d'Anaheim          | LNH        | 33  | 9                | 20               | 2                |                  |                  | 2,67             | 90,7             | 0                |                  |                  |    |                      |                      |                      |                      |                      |                      |                      |                      |                      |
| 2002-2003  | Bruins de Boston                | LNH        | 36  | 12               | 13               | 9                |                  |                  | 2,76             | 98,6             | 0                |                  | 2                | 0  | 2                    |                      |                      | 3,03                 | 89,7                 | 0                    |                      |                      |                      |
| 2003-2004  | Panthers de la Floride          | LNH        | 16  | 3                | 6                | 1                |                  |                  | 3,44             | 87,9             | 0                |                  |                  |    |                      |                      |                      |                      |                      |                      |                      |                      |                      |
| 2005-2006  | Thrashers d'Atlanta             | LNH        | 5   | 1                | 2                | 1                |                  |                  | 4,29             | 85,3             | 0                |                  |                  |    |                      |                      |                      |                      |                      |                      |                      |                      |                      |
| 2005-2006  | Wolves de Chicago               | LAH        | 4   | 2                | 2                | 0                |                  |                  | 2,25             | --               | 0                |                  |                  |    |                      |                      |                      |                      |                      |                      |                      |                      |                      |
| 2006-2007  | Aeros de Houston                | LAH        | 1   | 0                | 0                | 0                |                  |                  | 17,65            | 75               | 0                |                  |                  |    |                      |                      |                      |                      |                      |                      |                      |                      |                      |
| Totaux LNH | Totaux LNH                      | Totaux LNH | 246 | 80               | 104              | 40               |                  |                  | 2,67             | 90,7             | 10               |                  | 25               | 9  | 16                   |                      |                      | 3,07                 | 90,2                 | 1                    |                      |                      |                      |

## Récompenses
- Central Collegiate Hockey Association
  - Nommé dans la première équipe d'étoiles en 1993 et 1994.
- Championnat NCAA
  - Nommé dans la deuxième équipe d'étoiles de l'Ouest des États-Unis en 1993 et 1994.
- Ligue américaine de hockey
  - Vainqueur de la Coupe Calder avec les Americans de Rochester en 1996.

## Transactions
- Repêchage 1991 : réclamé par les Sabres de Buffalo (5e choix de l'équipe, 101e au total).
- 18 juin 1998 : échangé par les Sabres avec leur choix de quatrième ronde au repêchage de 1998 (les Sharks sélectionnent avec ce choix Miroslav Zálešák) aux Sharks de San José en retour de Kay Whitmore, du choix de deuxième ronde de l'Avalanche du Colorado au repêchage de 1998 (acquis précédemment, les Sabres sélectionnent avec ce choix Jaroslav Kristek) ainsi que du choix de cinquième ronde des Sharks au repêchage de 2000 (échangé ultérieurement aux Blue Jackets de Columbus qui sélectionnent avec ce choix Tyler Kolarik).
- 5 mars 2001 : échangé par les Sharks avec Jeff Friesen et le choix de deuxième ronde des Sharks au repêchage de 2003 (échangé ultérieurement aux Stars de Dallas qui sélectionnent avec ce choix Vojtěch Polák) aux Mighty Ducks d'Anaheim en retour de Teemu Selänne.
- 25 juin 2002 : échangé par les Ducks aux Bruins de Boston en retour du choix de troisième ronde des Bruins au repêchage de 2003 (les Ducks sélectionnent avec ce choix Shane Hynes).
- 5 octobre 2003 : échangé par les Bruins aux Panthers de la Floride en retour de compensation future.
- 27 octobre 2005 : signe à titre d'agent libre avec les Thrashers d'Atlanta.